# 池田武邦
池田 武邦（いけだ たけくに、1924年1月14日 - 2022年5月15日）は、日本の建築家、実業家、海軍軍人。日本設計名誉会長、日本設計池田研究室代表、ハウステンボス会長、NPO法人｢聚｣理事長。
太平洋戦争中、軽巡洋艦「矢矧」に乗り組み、マリアナ沖、レイテ沖、戦艦大和の沖縄特攻作戦に参加した。矢矧沈没のため「重油まみれの海を５時間泳いで」生還した。泳いでいる最中、いとこの建築家が設計した実家の風通しの良い畳の上に「ああ寝転びたい」とふと思う。この体験が戦後に超高層ビルの設計を進め、日本の高層建築の黎明に携わった一方で、自然との共生も追い求めた歩みの原点となった。海軍軍人としての最終階級は海軍大尉。

## 年譜
- 1924年（大正13年）1月14日 一家の居住地、鎌倉の自宅が、関東大震災のため倒壊。疎開中の静岡県静岡市に生まれる。子供時代を神奈川県藤沢市で過ごした。
- 1943年（昭和18年）9月15日 海軍兵学校を卒業（72期）。
- 同年11月 大日本帝国海軍軽巡洋艦矢矧の艤装員として少尉候補生で着任。
- 1945年（昭和20年）2月 第四分隊長兼測的長を拝命。
- 同年4月6日 天一号作戦に従事し大和以下駆逐艦8隻と共に沖縄へと出撃。
- 同年4月7日 アメリカ軍の航空攻撃により大火災をおこし矢矧が沈没、直撃弾の爆風によって顔面に火傷を負った。約5時間後、駆逐艦「冬月」に救助され佐世保へと向かった。
- 1949年（昭和24年） 東京大学第一工学部建築学科卒業。山下寿郎建築設計事務所勤務。建築家として霞が関ビルにかかわった。
- 1967年（昭和42年） 日本設計事務所（現・日本設計）の設立に参加し取締役に就任する。京王プラザホテル、新宿三井ビル、沖縄熱帯ドリームセンター、徳島県庁舎、新日鉱ビル、東京ベイヒルトン・インターナショナル、筑波研究学園都市工業技術院筑波研究センター、東京都立大学 (1949-2011)新キャンパス、ハウステンボス、高知県立美術館、アクロス福岡などを手がけた。
- 1976年（昭和51年）から日本設計代表取締役社長。
- 1992年（平成4年）にオープンしたハウステンボスに涌井雅之とともにコンセプトづくりに深く関与した。
- 1993年（平成5年）から代表取締役会長。
- 1997年（平成9年）から名誉会長を務める。
- 2000年（平成12年）6月から代表取締役会長としてハウステンボスの経営に参画する。
- 長崎総合科学大学教授も務めていたが、2004年（平成16年）5月14日に最終講義を行っている。
- 2022年（令和4年）老衰の為東京都内の病院で死去。98歳没[2]。

## 家族
- 父：池田武蔵(海軍大佐、海兵32期)

## 人脈
- 海軍兵学校72期、海軍機関学校53期、海軍経理学校33期クラス会、「なにわ会」に参加している。

## 著書
- 「大地に建つ」（ビオシティ出版）
- 「ハウステンボス・エコシティへの挑戦」（かもがわブックレット）
- 「人と自然。共生の作法」（長崎自然共生フォーラム編著）
- 「超高層建築」（鹿島出版編・共著）
- 「二十一世紀は江戸に学べ　近代科学技術文明を問い直す」(河出書房新社)
- 梯久美子『昭和20年夏、僕は兵士だった』インタビュー195-260頁（角川書店2009）

## テレビ
- NHK ハイビジョン特集　日本の風景を変えた男たち　廃虚から超高層ビルそして池田武邦が語る戦後（2008年2月18日放送）
- BSテレ東 技術のニッポン大全集　～建築土木で街が生まれ変わった～ (2019年1月16日放送)